# しか屋
株式会社しか屋（しかや）は、鹿児島県の納豆などのメーカー。
『子鹿納豆』は全国納豆鑑評会において厚生労働省参加賞（小粒・極小粒部門）を受賞した経緯がある。
企業理念は「三つの挑戦・守る、創る、果たす。」を目標に掲げており、商品は南九州を中心に流通している。

## 沿革
- 1953年（昭和28年） 9月 - 有限会社しか屋、資本金200万円で設立、宮之原正明が社長就任、酒類卸売、納豆製造業として開業
- 1977年（昭和52年）11月 - 株式会社しか屋設立、資本金1000万円、宮之原正明が社長就任
- 1981年（昭和56年） 4月 - 本社・工場現在地移転、納豆製造業として本格的にスタート
- 1984年（昭和59年） 3月 - 鹿児島市下福元町第2工場新設、こんにゃく製造スタート
- 2003年（平成15年） 9月 - 創業50周年

## 本社・工場
- 本社・工場 - 鹿児島県鹿児島市下福元町3840

## 事業内容
- こんにゃくの製造加工および販売
- 大豆の水煮の製造加工および販売
- 上記に付帯する一切の業務